# Pajtim Statovci
Pajtim Statovci, född 1990 i Kosovo, är en finländsk författare av romaner. Statovci kom till Finland som tvååring och studerade litteraturvetenskap vid Helsingfors Universitet och drama vid Aalto-universitetet. . Statovci böcker har översatts till de flesta större språk i Europa.

## Priser och utmärkelser
- Helsingin Sanomats litteraturpris 2014 för Min katt Jugoslavien
- Finlandiapriset 2019 för Kungarnas land
- Finlandspriset 2024
- Finlandiapriset 2024 för Lehmä synnyttää yöllä